# Bourberain
Bourberain település Franciaországban, Côte-d’Or megyében. Lakosainak száma 388 fő (2022. január 1.). Bourberain Chazeuil, Bèze, Véronnes, Dampierre-et-Flée, Fontaine-Française, Fontenelle és Lux községekkel határos.

## Népesség
A település népességének változása:
| Lakosok száma | 251  | 231  | 289  | 308  | 366  | 381  | 394  | 411  | 403  | 388  |
|               | 1968 | 1982 | 1990 | 2006 | 2013 | 2015 | 2017 | 2019 | 2020 | 2022 |